# Топчий, Марк Юрьевич
Марк Юрьевич Топчий (род. 7 января 1991, Киев, СССР) — украинский гитарист.

## Биография
Марко Топчий родился в семье музыкантов Натальи и Юрия Топчий. Отец скончался в 2009 году. Учиться играть на классической гитаре Марк Топчий начал в четырёхлетнем возрасте, в классе Владимира Гоменюка, затем год занимался в классе Бориса Бельского. В марте 2001 года в 10-летнем возрасте Марк дебютировал на своём первом фестивале — Всеукраинском конкурсе гитарного искусства Валерия Петренко.
В 2004 году Марк Топчий стал победителем в старшей возрастной группе (13—16 лет) второго Киевского детского музыкального фестиваля «Золотые зёрнышки Украины», в 2007 году завоевал звание лауреата этого фестиваля второй раз. Победитель Международного детско-юношеского музыкального конкурса «Серебряный звон» в Ужгороде (Украина, 2004—2005). В декабре 2005 года Марк Топчий завоевал Первую премию (в возрастной группе 11—15 лет) на 12-м конкурсе ежегодного Международного фестиваля «Ренессанс гитары 2005», который проводился в Гомеле (Белоруссия), международном конкурсе «Виртуозы гитары» в Санкт-Петербурге (Россия, 2005). В 2006 году завоевал первые премии на I-м Международном конкурсе-фестивале классической гитары им. М. Д. Соколовского в г. Киеве (Украина) и Международном конкурсе и фестивале гитарного искусства «Днепровские созвездия» в Украинке (Киевская область, Украина), а также III премию на международном гитарном фестивале в Сегеде (Венгрия, 2006).
28 февраля 2015 года четвёртый раз выступил с сольным концертом гитарной музыки на сцене Колонного зала имени Н. В. Лысенко Национальной филармонии Украины, где впервые был приглашён дать концерт ещё в возрасте 18 лет.
Брал мастер-классы у Ю. Фомина, Н. Марунич, А. Галузевской, А. Дезидерио, К. Маркьоне, Ж. Перуа, Д. Рассела, М. Дыллы.
В 2012 году экстерном окончил Харьковский национальный университет искусств имени И. П. Котляревского в классе профессора, заслуженного артиста Украины В. И. Доценко, получив звание магистра.
В 2016 году закончил ассистентуру — стажировку Национальной музыкальной академии имени Петра Чайковского в классе заслуженного артиста Украины, профессора Ю. Ю. Алексика.
В 2018 году поступил в Консерваторию Сан-Франциско (США).
Его сольные концерты проходили в Карнеги Холле (Нью-Йорк), Зале Корто (Париж), Гинза Холле Корпорации Ямаха (Токио), больших залах ведущих консерваторий мира — Сан Франциско, Мадрида, Болоньи, Севильи, Вены и других.
По состоянию на начало 2024 года, на счету Топчия 55 первых премий, в том числе 50-го Международного конкурса М. Питталуги (Алессандрия, Италия, 2017), 56-го Международного конкурса в Токио (Япония, 2013), 4-го Международного конкурса в Аделаиде (Австралия, 2016), 6-го Международного конкурса Д. Фаллетты (Баффало, США, 2014). А всего более 120 премий и специальных призов, полученных в США, Германии, Италии, Испании, Франции, Венгрии, Японии, Австралии, Китае, Южной Корее, Сингапуре и многих других странах.
Записал четыре лицензионных диска: с Fleur de Son Classics в Баффало, с Contrastes Records в Севилье (оба 2016), с Naxos в Алессандрии (2018) и снова с Contrastes Records в Беникасиме (2022).
В мае 2015 года на международном конкурсе гитаристов Gredos San Diego в Мадриде занял первое место.
В 2016 году Марк Топчий снова победил на международном конкурсе имени Маурицио Биазини в Сан-Франциско, США. Музыкальный обозреватель Блэр Джексон подтвердил, что выполнение «Аранхуэсского концерта» для гитары с оркестром Хоакина Родриго поставило украинского артиста на голову выше его двух ближайших соперников.
С 2015 года неоднократно становился лауреатом Frauchi International Competition and Festival (Москва), а 13 ноября 2021 года получил главный приз, став победителем этого фестиваля.
Топчий — официальный артист американского производителя струн для музыкальных инструментов и аксессуаров, главным образом для гитар, D’Addario. Он стипендиат Президентского фонда «Украина» Л. Д. Кучмы.